# Linguistica Silesiana
Linguistica Silesiana là một tạp chí khoa học và công nghệ của Ba Lan, được xuất bản bởi Viện Hàn lâm Khoa học Ba Lan. Tạp chí là nơi công bố các lĩnh vực nghiên cứu ngôn ngữ hoc và ngữ văn, bao gồm ngữ âm, âm vị học, hình thái học, cú pháp, ngữ nghĩa, ngữ dụng, xã hội học, văn phong, số liệu, liên hệ ngôn ngữ và thay đổi. Tạp chí xuất bản 1 năm một số, bằng tiếng Anh và tiếng Ba Lan, tiếng Pháp và tiếng Đức.

## Mã số xuất bản
- ISSN: 0208-4228 (bản in)
- GICID: 71.0000.1501.3972
- DOI: 10.24425/linsi.
- Nhà xuất bản: Viện Hàn lâm Khoa học Ba Lan (Chi nhánh tại Katowice)
- Nhóm chuyên môn: Nghệ thuật và nhân văn; Ngôn ngữ học; Khoa học Xã hội

## Chỉ số ảnh hưởng
- Chỉ số SJR (Scimago Journal Rank) năm 2019: 0.190[2]
- Chỉ số SNIP (Source Normalized Impact per Paper) năm 2019: 0.355[2]
- Chỉ số Scopus CiteScore năm 2019: 0.2[2]
- Chỉ số H Index năm 2019: 2[3]
- Danh mục tạp chí SCIE năm 2019: Nhóm Q2[3]

## Ban biên tập[4]

### Tổng biên tập
Rafał Molencki

### Trợ lý Biên tập viên
Artur Kijak

### Ban biên tập viên
J. Arabski (Katowice, Ba Lan)
W. Banyś (Katowice, Ba Lan)
M. Bilynskiy (Lviv, Ucraina)
A. Bogusławski (Warszawa, Ba Lan)
J. Čermák (Praha, Cộng hòa Séc)
J. Cygan (Wrocław, Ba Lan)
J. Fisiak (Poznań, Ba Lan)
D. Gabryś-Barker (Katowice, Ba Lan)
P. Kakietek (Katowice, Ba Lan)
M. Krygier (Poznań, Ba Lan)
LÀ. Lewicki (Lublin, Ba Lan)
W. Lubaś (Kraków, Ba Lan)
A. Łyda (Katowice, Ba Lan)
M. van Oostendorp (Amsterdam, Hà Lan)
H. Sauer (Munich, Đức)
Cz. Schatte (Poznań, Ba Lan)
P. Stalmaszczyk (Łódź, Ba Lan)